# Heliodoma implicata
Heliodoma implicata is een mosdiertjessoort uit de familie van de Heliodomidae. De wetenschappelijke naam van de soort is voor het eerst geldig gepubliceerd in 1906 door Calvet.